# 唐元镇
唐元镇，是中华人民共和国四川省成都市郫都区曾经下辖的一个镇。2019年12月，撤销唐元镇，将其所属行政区域划归唐昌镇管辖。

## 行政区划
唐元镇撤销前下辖以下地区：
唐元镇社区、永安村、临石村、青杨村、福昌村、沙河村、锦宁村、千夫村、钓鱼村、长林村和天星村。

## 特产
唐元韭黄：中国地理标志产品。